# Noordermarkt

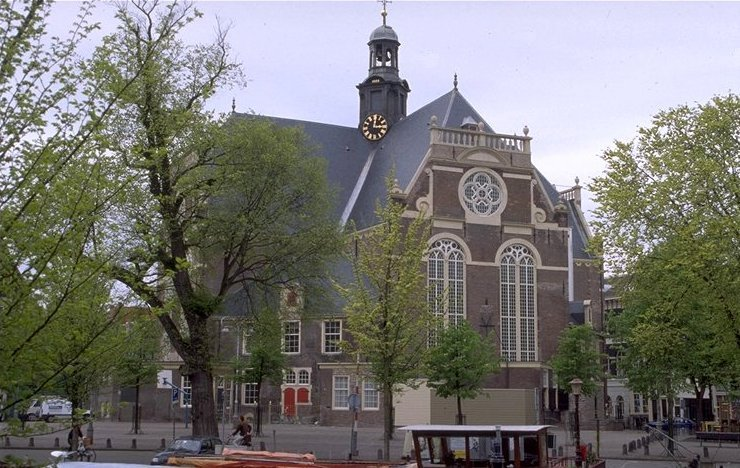
De Noordermarkt met de Noorderkerk

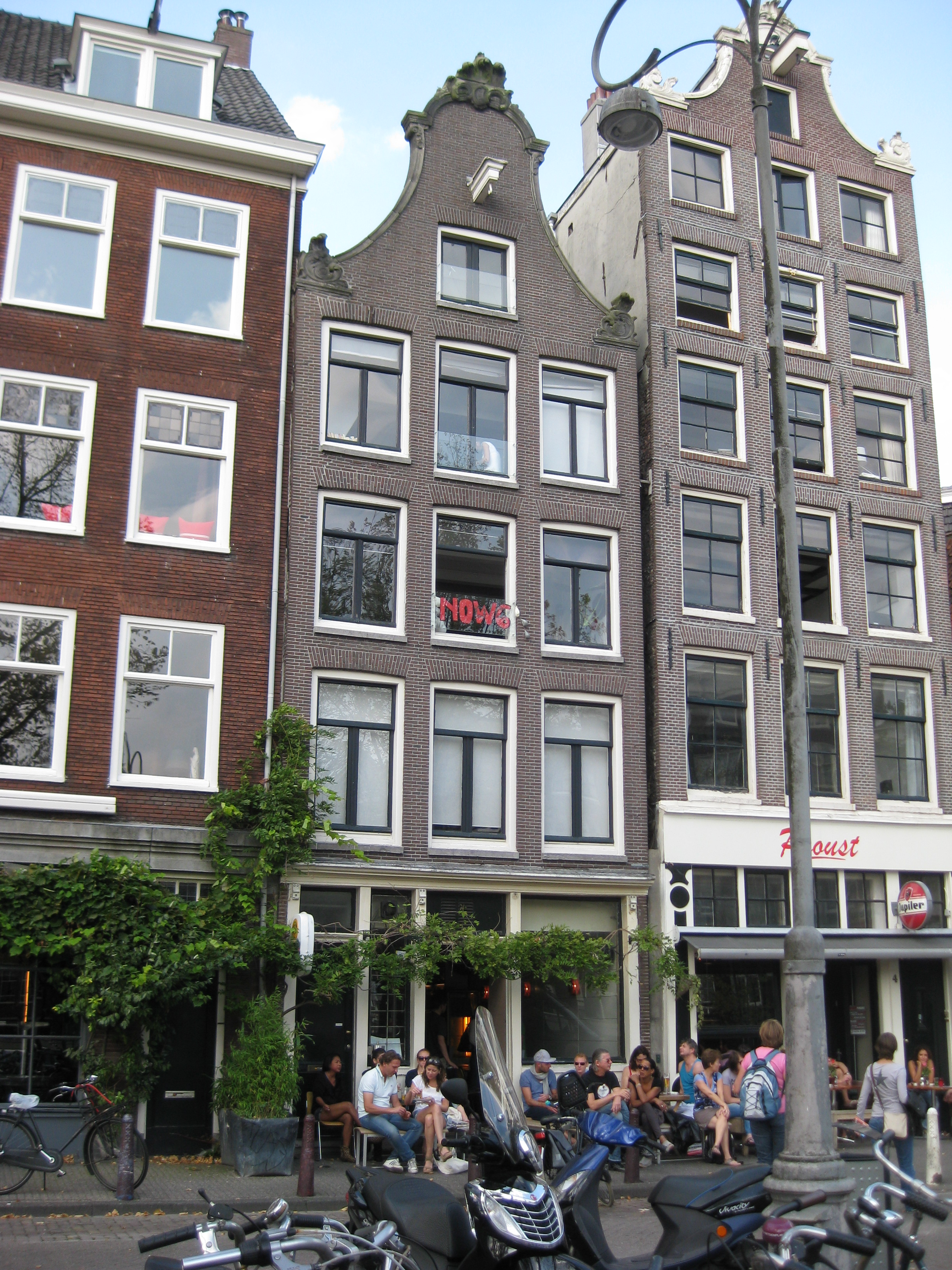
Panden aan de Noordermarkt met v.l.n.r. restaurant Bordewijk, café Finch en café Proust

De Noordermarkt is een plein in de Jordaan in Amsterdam. Het ligt aan de Prinsengracht ter hoogte van de  Westerstraat. De Lindenstraat, Boomstraat en Noorderkerkstraat komen uit op het plein. Op het plein staat de Noorderkerk.

## Openbare ruimte
Bij de aanleg in 1616 werd het plein de Prinsenmarkt gedoopt, naar de Prinsengracht. Na de voltooiing van de Noorderkerk in 1623 verdrong de naam Noordermarkt de door het stadsbestuur gegeven naam. Tot 1655 werd het plein grotendeels ingenomen door het naast de kerk gelegen kerkhof.
Van 7 november 1922 tot 1 januari 1932 had de toenmalige tramlijn 20, komend vanaf de Marnixstraat en de Westerstraat, zijn eindpunt op de Noordermarkt behalve op maandag tot 20.30 uur vanwege de Westerstraat-markt in de Westerstraat.
Aan de noordoostzijde staat het beeld Woutertje Pieterse en Femke, uit 1971 door Frits Sieger. Bij de ingang van de kerk staat het bronzen beeld Monument Jordaanoproer gemaakt door Sofie Hupkens. Aan de gevel van de kerk zijn plaquettes aangebracht ter herinnering aan de oproep tot de Februaristaking (Plaquette Februaristaking) en ter nagedachtenis van tijdens de Tweede Wereldoorlog gevallen buurtgenoten (Oorlogsgedenkteken omgekomen Jordaanbewoners).

## Gebruik
Op de Noordermarkt wordt op maandagochtend en zaterdag markt gehouden. Sinds 1987 wordt op zaterdag een deel van het plein gebruikt voor de zogenaamde boerenmarkt, waar biologische producten worden verkocht. Daarnaast vindt er een markt plaats met tweedehandsgoederen, antiek en curiosa. In vroeger tijden (met name de 17e eeuw) werden op deze markt voornamelijk kleding en aardewerk te koop aangeboden.
Geleidelijk is er ook steeds meer horeca gekomen. Twee bekende cafés waren Proust en Finch, die naast elkaar aan de noordzijde van het plein lagen en rond 2010 berucht waren vanwege de overlast voor omwonenden. Als tegenreactie was in 2009 vanuit café Finch een Facebookactie tegen "vertrutting" opgezet onder de naam Ai! Amsterdam, dat een van de eerste grotere socialemediaprotesten in Nederland was. In 2018 werden Proust en Finch na 20, respectievelijk 25 jaar gesloten.
In juli 2018 werd bekend dat eind oktober een derde bekende horecazaak op de Noordermarkt zal sluiten, namelijk Bordewijk, een restaurant met klassieke Franse keuken en een door Rob Eckhardt ontworpen postmodern interieur, dat in 1985 door chef-kok Wil Demandt werd geopend.